# 上山知暁
上山 知暁（うえやま ともあき、1974年4月26日 - ）は、日本の男性プロボクサー、総合格闘家。東京都町田市出身。U-SPIRIT JAPAN 町田所属。
総合格闘家の上山龍紀は実弟。

## 来歴
高校時代はレスリング部の主将を務めた。
1995年6月23日、プロボクシングデビュー。プロボクサー時代は、相模原ヨネクラボクシングジムに所属。
2002年3月19日、吉田幸治と対戦し、引き分け。
2003年6月16日の試合を最後にブランクを作った。2007年2月3日に3年7か月ぶりの復帰戦を行なうも、5月15日の試合を最後にボクシングを引退。
2008年4月5日、総合格闘技デビューとなったCAGE FORCE 06で根津優太と対戦し、左耳カットによるドクターストップでTKO負け。
2008年6月22日、CAGE FORCE 07で遠藤大翼と対戦し、チョークスリーパーで一本負け。
2008年7月21日、DEMOLITIONで長谷川雅彬と対戦し、判定負け。
2009年4月29日、DEEP M-1 CHALLENGE 3rd EDITION in JAPANのオープニングファイトで細川祐と対戦し、バックマウントパンチでTKO勝ち。総合格闘技4戦目での初勝利となった。
2009年11月7日、戦極初参戦となった戦極 〜第十一陣〜でBULLと対戦し、チョークスリーパーを極め、レフェリーストップ勝ちとなった。この試合はオープニングファイト扱いのFIGHT OF THE SOULとして休憩中に行われた。

## 人物・エピソード
- 好きな有名人にフェルナンド・トーレスをあげており、入場時には彼のレプリカユニフォームを着用している。

## 戦績

### 総合格闘技
| 総合格闘技 戦績 | 総合格闘技 戦績 | 総合格闘技 戦績 | 総合格闘技 戦績 | 総合格闘技 戦績 | 総合格闘技 戦績 | 総合格闘技 戦績 |
| --------------- | --------------- | --------------- | --------------- | --------------- | --------------- | --------------- |
| 6 試合          | (T)KO           | 一本            | 判定            | その他          | 引き分け        | 無効試合        |
| 3 勝            | 3               | 0               | 0               | 0               | 0               | 0               |
| 3 敗            | 1               | 1               | 1               | 0               | 0               | 0               |

| 勝敗 | 対戦相手   | 試合結果                            | 大会名                                  | 開催年月日    |
| ○    | BULL       | 1R 4:29 TKO（チョークスリーパー）   | 戦極 〜第十一陣〜                       | 2009年11月7日 |
| ○    | 小川武良   | 2R 0:27 TKO（ドクターストップ）     | club DEEP 八王子                        | 2009年8月2日  |
| ○    | 細川祐     | 1R 2:56 TKO（バックマウントパンチ） | DEEP M-1 CHALLENGE 3rd EDITION in JAPAN | 2009年4月29日 |
| ×    | 長谷川雅彬 | 3分3R終了 判定0-3                   | DEMOLITION 080721                       | 2008年7月21日 |
| ×    | 遠藤大翼   | 1R 2:13 チョークスリーパー          | CAGE FORCE 07                           | 2008年6月22日 |
| ×    | 根津優太   | 3R 1:48 TKO（ドクターストップ）     | CAGE FORCE 06                           | 2008年4月5日  |

### プロボクシング
| プロボクシング 戦績 | プロボクシング 戦績 | プロボクシング 戦績 | プロボクシング 戦績 | プロボクシング 戦績 | プロボクシング 戦績 | プロボクシング 戦績 |
| ------------------- | ------------------- | ------------------- | ------------------- | ------------------- | ------------------- | ------------------- |
| 16 試合             | (T)KO               | 判定                | その他              | 引き分け            | 無効試合            |                     |
| 5 勝                | 3                   |                     |                     | 2                   | 0                   |                     |
| 9 敗                | 4                   |                     |                     | 2                   | 0                   |                     |